# Ella Amida
Ella Amida, död 300-talet, var en etiopisk monark. Han var kung av Aksum cirka år 300 e.Kr. Han var Etiopiens sista hedniska monark. 